# Urocystis melicae
Urocystis melicae är en svampart som först beskrevs av Lagerh. & Liro, och fick sitt nu gällande namn av George Lorenzo Ingram Zundel 1953. Urocystis melicae ingår i släktet Urocystis och familjen Urocystidaceae.   Inga underarter finns listade i Catalogue of Life.